# إيرين هولاند
إيرين فيكتوريا هولاند (ولدت في 21 مارس 1989 في كيرنز، أستراليا) مغنية، مضيفة تلفزيونية، عارضة أزياء وراقصة أسترالية. حصلت على لقب ملكة جمال العالم أستراليا، في 20 يوليو 2013 .